# Wu Lan
Wu Lan (chiń. 乌兰; ur. 1956) – chińska profesor nadzwyczajna, polonistka, tłumaczka, nauczycielka języka chińskiego.

## Życiorys
Była profesorką zatrudnioną na Uniwersytecie Śląskim w Katowicach, od 2013 pracowała na Uniwersytecie Gdańskim w Zakładzie Kultury i Języków Azji Wschodniej oraz kierowała Pracownią Sinologii na Wydziale Filologicznym. W 2014 uzyskała uprawnienia równoważne doktorowi habilitowanemu.
Jest autorką różnych artykułów, m.in. o kulturze chińskiej, czy o polskich pisarzach i recepcji ich dzieł. Tłumaczy zarówno z języka polskiego na język chiński, jak i z języka chińskiego na język polski. 
Otrzymała w 2017 Srebrny, a w 2021 Złoty Medal Uniwersytetu Gdańskiego „Bene merito et merenti”.
Po przejściu na emeryturę w październiku 2021 powróciła do Chin.

## Wybrane publikacje
Tłumaczenia
- Ryszard Kapuściński, Podróże z Herodotem (2009)
- Czesław Miłosz, Zniewolony umysł (2010)
- Ryszard Kapuściński, Cesarz (2011)
- dwa tomiki Adama Zagajewskiego (2014)
- Ryszard Kapuściński, Imperium
- Bruno Schulz, Księga listów
- Zbigniew Herbert – poezja

Teksty naukowe
- Bruno Schulz w Chinach, „Postscriptum Polonistyczne” 2010, nr 2 (6).
- Tłumaczka Yi Lijun otrzymała nagrodę w Polsce, „Nowe Wydarzenia Literatury Zagranicznej” 2007, nr 6.
- Wybitny polski pisarz i dziennikarz Ryszard Kapuściński, w: Badania języków i kultur europejskich, t. 5, red. Ding Chao.
- Kultura chińskiego koloru – symbolika czerwieni, „Gdańskie Studia Azji Wschodniej” 2017, Zeszyt 12.
- Jubilat w oczach przyjaciół z Chin, „Gdańskie Studia Azji Wschodniej” 2015, Zeszyt 8.
- Kultura w relacjach chińsko-polskich (wykład inauguracyjny), „Gdańskie Studia Azji Wschodniej” 2014, Zeszyt 5.
- O konotacjach kolorystycznych w kulturze chińskiej: czerwony i żółty, „Gdańskie Studia Azji Wschodniej” 2018, Zeszyt 13.
- O konotacjach kolorystycznych w kulturze chińskiej – zielony, niebieski i fioletowy, „Gdańskie Studia Azji Wschodniej” 2018, Zeszyt 14[8].